# Sigurður Sigurjónsson
Pour les articles homonymes, voir Sigurjónsson.
Sigurður Sigurjónsson, communément appelé Siggi Sigurjóns, né le 6 juillet 1955, est un acteur et scénariste islandais, mieux connu comme membre du groupe comique Spaugstofan (en).

## Biographie
Sigurður Sigurjónsson joue dans des productions cinématographiques et télévisées depuis la fin des années 1970, simultanément à son travail d'acteur au Théâtre national d'Islande (en).
Il est notamment connu pour ses personnages récurrents de séries de télévision telles que Spaugstofan ou Kristján Ólafsson. Il a joué dans l'émission de télévision spéciale annuelle Áramótaskaupið (en) à de nombreuses reprises. Il est également l'un des principaux acteurs de voix islandais et a prêté sa voix pour nombre de longs métrages d'animation notamment pour Zazu, le calao dans Le Roi lion de Disney.
En mars 2015, Sigurjóns est apparu dans la vidéo pour Crystals (en), le premier morceau de l'album Beneath the Skin du groupe folk islandais Of Monsters and Men.

## Filmographie partielle

### Au cinéma
- 1980 : Land og synir : Einar
- 1983 : Andra dansen
- 1984 : Station atomique (Atómstöðin) : Jens
- 1984 : Dalalíf : JP
- 1985 : Löggulíf : Kormákur 'Koggi' Reynis
- 1986 : Stella í orlofi : Aðstoðarflugmaður
- 1988 : Í skugga hrafnsins : Egill
- 1989 : Kristnihald undir Jökli : Umbi
- 1990 : Ryð
- 1992 : Karlakórinn Hekla : Kalli
- 1994 : Bíódagar : Úlfar Kjeld
- 1994 : Skýjahöllin : Álfur
- 1995 : Einkalíf : Tómas, faðir Alexanders
- 1996 : Djöflaeyjan : Tóti
- 2002 : Maður eins og ég : Valur
- 2002 : Stella í framboði : Sigurhalli
- 2008 : Mariage à l'islandaise (Sveitabrúðkaup) : Tómas
- 2010 : Kóngavegur : Seníor
- 2011 : Kurteist fólk : Anton
- 2011 : Borgríki : Margeir
- 2013 : Ófeigur gengur aftur
- 2014 : Harry & Heimir: Morð eru til alls fyrst : Heimir
- 2014 : Afinn (The Grandad) : Guðjón
- 2014 : Borgríki 2
- 2015 : Béliers (Hrútar) : Gummi
- 2018 : Les Vautours (Vargur)

### À la télévision
- 1999- : Bob l’éponge : Bob l'éponge (voix islandaise)[réf. nécessaire]
- 2018 : L'Énigme de Flatey